# شيغيلة زحارية
الشيغيلة الزحارية (بالإنجليزية: Shigella dysenteriae)‏ هو أحد أنواع البكتيريا التابع لجنس الشيغيلة ضمن شعبة المتقلبات. ويضم هذا النوع إثنا عشر نمطاً مصلياً.

## قائمة الأنماط
- الشِّيغِيلَّةُ الزُّحارِيَّةُ (بالإنجليزية: Shigella dysenteriae)‏
  - الشِّيغِيلَّةُ الزُّحارِيَّةُ من النَّمَطُ الأَوَّل (بالإنجليزية: Shigella dysenteriae type 1)‏ المرادف الشِّيغِيلَّةُ الشيغائِيَّة (بالإنجليزية: Shigella shigae)‏
  - الشِّيغِيلَّةُ الزُّحارِيَّةُ من النَّمَطُ الثَّانِي (بالإنجليزية: Shigella dysenteriae type 2)‏ المرادف الشِّيغِيلَّةُ الشمتزية (بالإنجليزية: Shigella schmitzii)‏ المرادف * الشِّيغِيلَّةُ المُلْتَبِسَة[3] (بالإنجليزية: Shigella ambigua)‏
  - الشِّيغِيلَّةُ الزُّحارِيَّةُ من النَّمَطُ الثَّالِث (بالإنجليزية: Shigella dysenteriae type 3)‏ المرادف (الشِّيغيلَّةُ الأَرابينيَّةُ مِنَ النَّمَطِ A (بالإنجليزية: Shigella arabinotarda type A)‏)
  - الشِّيغِيلَّةُ الزُّحارِيَّةُ من النَّمَطُ الرَّابِع (بالإنجليزية: Shigella dysenteriae type 4)‏ المرادف (الشِّيغيلَّةُ الأَرابينيَّةُ مِنَ النَّمَطِ B (بالإنجليزية: Shigella arabinotarda type B)‏)
  - شيغيلة زحارية من النمط الخامس (بالإنجليزية: Shigella dysenteriae type 5)‏
  - شيغيلة زحارية من النمط السادس (بالإنجليزية: Shigella dysenteriae type 6)‏
  - شيغيلة زحارية من النمط السابع (بالإنجليزية: Shigella dysenteriae type 7)‏
  - شيغيلة زحارية من النمط الثامن (بالإنجليزية: Shigella dysenteriae type 8)‏
  - شيغيلة زحارية من النمط التاسع (بالإنجليزية: Shigella dysenteriae type 9)‏
  - شيغيلة زحارية من النمط العاشر (بالإنجليزية: Shigella dysenteriae type 10)‏
  - شيغيلة زحارية من النمط الحادي عشر (بالإنجليزية: Shigella dysenteriae type 11)‏
  - شيغيلة زحارية من النمط الثاني عشر (بالإنجليزية: Shigella dysenteriae type 12)‏